# Heinrich Mack

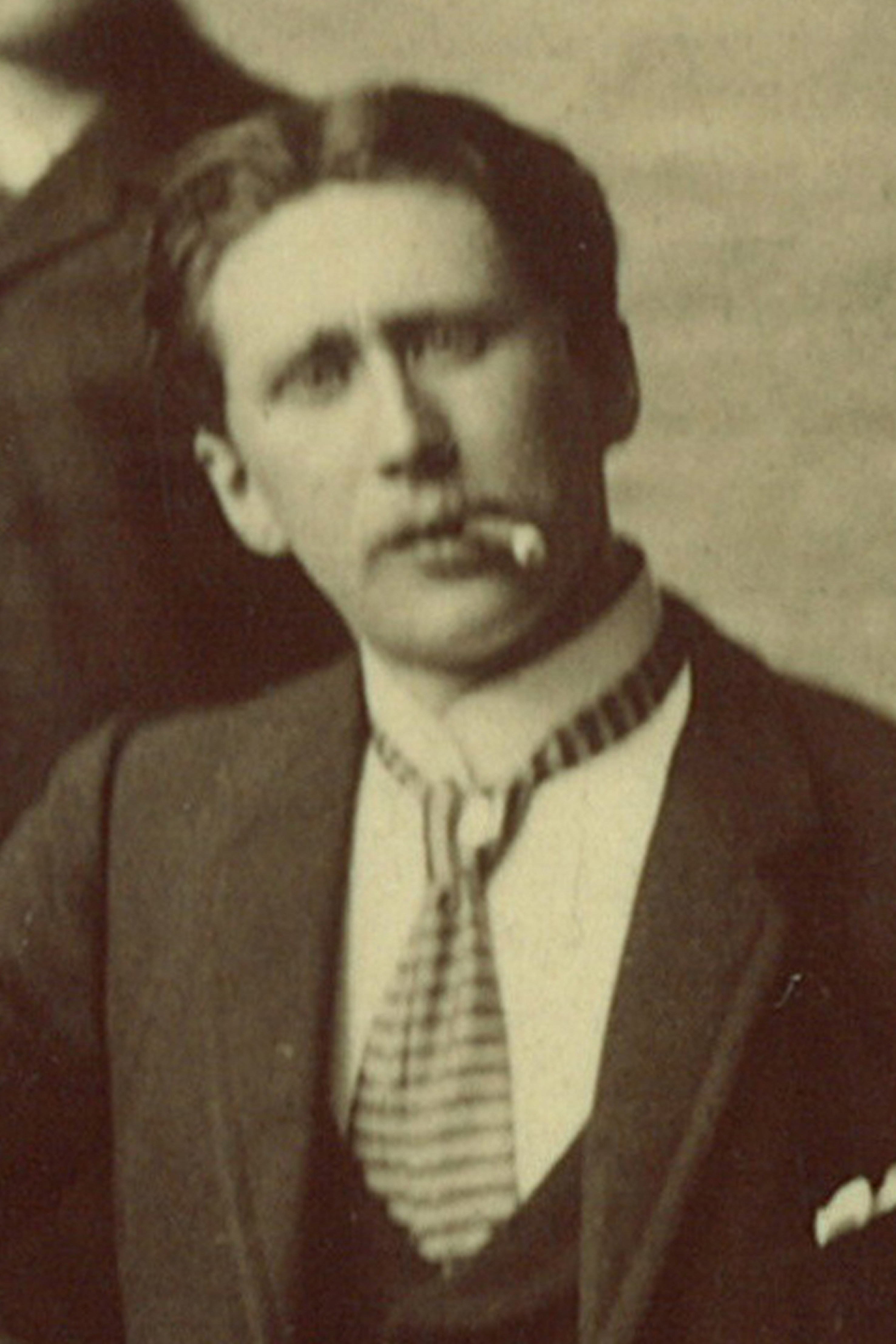
Heinricht Mack en 1892

Heinrich Mack (Braunschweig; 27 de enero de 1867 - Halberstadt, 18 de septiembre de 1945) fue un historiador y director del Braunschweiger Stadtarchiv (Archivo histórico de la ciudad de Braunschweig) y de la Stadtbibliothek Braunschweig (Biblioteca estatal de Braunschweig).

## Obra
La obra más importante de Heinrich Mack se compone del tercer tomo (1905) y el cuarto (1912) de "Urkundenbuches der Stadt Braunschweig". Así como el aniversario de los escritos de "Carl Friedrich Gauß" de 1927.
Mack fue un investigador serio capaz de aportar pruebas a las leyendas e historias que rodean algunas costumbres de Alemania.

## Literatura
- Manfred Garzmann: Mack, Heinrich en: Braunschweiger Stadtlexikon, herausgegeben im Auftrag der Stadt Braunschweig von Luitgard Camerer, Manfred R. W. Garzmann und Wolf-Dieter Schuegraf unter besonderer Mitarbeit von Norman-Mathias Pingel, Seite 150, Braunschweig, 1992, ISBN 3-926701-14-5
- Horst-Rüdiger Jarck, Günter Scheel (Hrsg.): Braunschweigisches Biographisches Lexikon. 19. und 20. Jahrhundert, Seite 395, Hannover, 1996
- Jürgen Hodemacher: Braunschweigs Straßen – ihre Namen und ihre Geschichten, Band 1: Innenstadt, Braunschweig 2001

- Datos: Q126482